# Lower Brandon Plantation

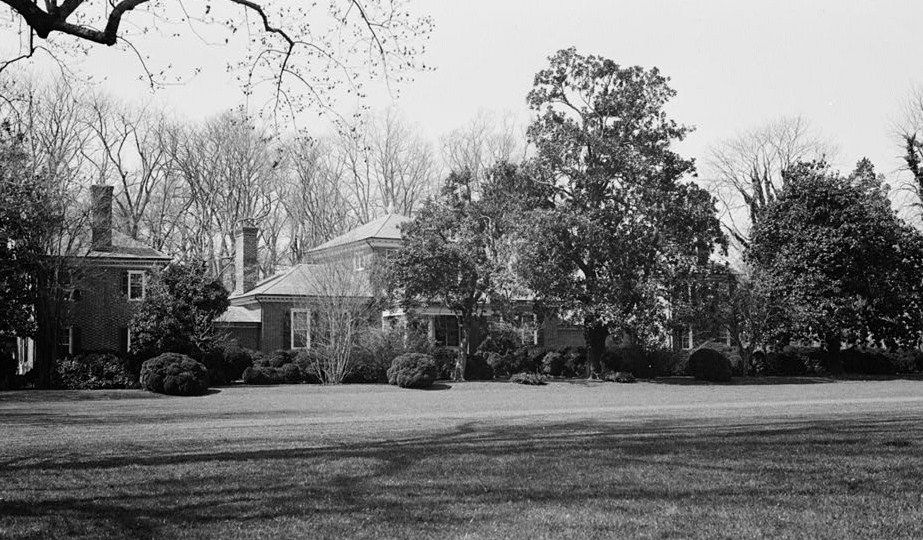
Das Hauptgebäude der Brandon-Plantage

Die Lower Brandon Plantation (auch bekannt als Brandon oder Brandon Plantation (ehemals Martin's Brandon)) ist eine historische Plantage und liegt auf der Westseite des James River, in Burrowsville, im Prince George County, im US-Bundesstaat Virginia, in den Vereinigten Staaten. Das Grundstück liegt am Ende der Route 611.
Die Plantage besteht aus etlichen Morgen Ackerland, Wälder und Naturgärten. Das um 1765 errichtete ziegelrote Hauptgebäude der Farm ist architektonisch im Stil des Palladianismus gehalten. Darüber hinaus besitzt das Anwesen einen eigenen Friedhof, den Brandon Plantation Cemetery.

## Geschichte
Die Brandon Plantation war anfangs Teil einer Landzuweisung. Im Jahr 1616 wurde sie dem Ratsherrn der Jamestown Kolonie, John Martin zugesprochen. John Martins Ehefrau Mary, war die Tochter des bekannten Goldschmieds und Schmuckhändlers Robert Brandon, ein Hoflieferant des englischen Königshauses unter Elisabeth I. Als 1622 das Jamestown-Massaker ausbrach, wurden auf der Plantage sieben Menschen getötet.
Laut National Register of Historic Places war das Anwesen im Zeitraum zwischen 1750 und 1799 von besonderer Signifikanz. Die konkreten Jahre werden als 1765 bzw. 1770 genannt.

### Eigentümer
Nachdem John Martin 1632 verstorben war, erbte sein Enkelsohn Robert Bargrave, Vater von Isaac Bargrave, dem Dean of Canterbury, die Plantage, die er fünf Jahre später an William Barber, Richard Quiney und John Sadler verkaufte. Die drei Neueigentümer und ihre Erben führten die Plantage bis Nathaniel Harrison 1720 die Anlage kaufte und übernahm.
Nach Nathaniel Harrisons frühzeitigem Tod, ging das Anwesen an seinen Sohn Nathaniel Harrison II. Späterer Eigentümer war der General und amerikanischer Gründervater Benjamin Harrison V.
Nach seinem Tod wurde das Grundstück zwischen seinen Söhnen aufgeteilt, woraufhin die Upper Brandon Plantation entstand, eine Plantage die ebenfalls von der NRHP am 26. April 1996 mit der Nummer 96000495 aufgenommen wurde.
Die Brandon blieb bis 1926 im Besitz der Harrison Familie, bis es von Robert Daniel erworben und saniert wurde. Letztbekannter Eigentümer ist Robert Daniel, Jr., ehemaliger US-Kongressabgeordneter. Bis heute führen die Nachkommen der Daniel-Familie die Plantage, die somit eines der ältesten Landwirtschaftsbetriebe in den Vereinigten Staaten darstellt.
Die Brandon-Plantage wurde am 11. November 1969 als Bauwerk in das National Register of Historic Places eingetragen. Im April 1970 erhielt das Anwesen den Status eines National Historic Landmarks zuerkannt.